# Manel Expósito
Manel Expósito Presseguer (Sentfores, 29 november 1981), bijgenaamd Xino, is een Spaans voetbaltrainer en voormalig profvoetballer. Hij is sinds 2023 assistent-trainer bij OH Leuven.
Expósito werd op 22 november 2024 ontslagen bij OH Leuven vanwege de slechte resultaten. 

## Spelerscarrière
Expósito begon als clubvoetballer bij UE Vic, waar hij later ook in het eerste elftal speelde. Na periodes bij CE Júpiter (2000-2001) en UE Sant Andreu (2001-2003) kwam Expósito in 2003 voor 60.000 euros bij FC Barcelona B. Op 16 november 2003 was Expósito een van de vijf spelers die hun debuut maakten in het eerste elftal van FC Barcelona. In een oefenwedstrijd tegen FC Porto ter gelegenheid van de opening van Estádio do Dragão speelde hij door afwezigheid van verschillende internationals samen met Lionel Messi, Jordi Gómez, Oriol Riera en Tiago Calvano zijn eerste wedstrijd voor Barça. Expósito kwam als invaller voor Luis García Sanz in het veld. Van dit vijftal werd uiteindelijk alleen Messi een vaste waarde in het eerste elftal van FC Barcelona. In  oktober 2004 speelde Expósito nog in een oefenwedstrijd tegen Olympique Marseille voor het eerste elftal. Bij FC Barcelona kon hij uiteindelijk niet doorbreken, mede door een langdurige voetblessure en in 2005 vertrok Expósito naar Atlético Aviación, de toenmalige benaming van Atlético Madrid C. Later speelde hij in Spanje voor diverse kleinere clubs: AD Alcorcón (2006), UE Figueres (2007), Benidorm CD (2007-2008), UDA Gramenet (2008-2010), CF Atlético Ciudad (2010) en AD Cerro de Reyes (2010).
In november 2010 werd Expósito gecontracteerd door Auckland City FC, waar Ramon Tribulietx trainer was. Het tweetal kende elkaar uit Spanje. Bij de Nieuw-Zeelandse club ontwikkelde de aanvaller zich tot een belangrijke speler. In 2011 won hij met Auckland City de OFC Champions League. Zijn eerste goal in het toernooi maakte hij op 21 februari 2011 uit tegen AS Magenta. In de finale werd met 6-1 gewonnen van Amicale FC uit Vanuatu, waarin Expósito twee keer scoorde. Daarnaast haalde Auckland City FC de finale van de play-offs van de Premiership, waarin echter werd verloren van Waitakere United.

## Trainerscarrière
Na zijn spelersafscheid bleef Expósito aan boord bij Eupen als assistent van hoofdtrainer Jordi Condom Aulí. Na het vertrek van zijn landgenoot bleef hij ook assistent-trainer onder Claude Makélélé en Beñat San José. Toen Condom in 2021 trainer werd bij het pas naar de Jupiler Pro League gepromoveerde RFC Seraing, nam hij Expósito mee als assistent.